# Стародербеновский
Стародербеновский — хутор в Суровикинском районе Волгоградской области России.
Входит в состав Сысоевского сельского поселения.
Расположен в 13 км к юго-западу от города Суровикино.

## Население
| 2010 |
| ---- |
| 38   |

Население хутора в 2002 году составляло 40 человек.